# Elecciones a la Asamblea Regional de Murcia de 1983
Las elecciones a la Asamblea Regional de Murcia de 1983 se celebraron el 8 de mayo. En ellas resultó vencedor el PSOE por mayoría absoluta. El Partido Cantonal logró el 12,23 % en la circunscripción de Cartagena, pero no pudo obtener escaños porque no alcanzó el 5% en el conjunto de la Comunidad. En 1986 el PDP se separa de Coalición Popular y en 1987 se separa también el Partido Liberal, cuyo único diputado pasa al G.Mixto, en el que ya había dos diputados del PSOE.

## Resultados
| Elecciones a la Asamblea Regional de Murcia de 1983 → |                                                       |                      |         |       |         |     |
| Presidente y gobierno | Partido                                               | Candidato            | Votos   | %     | Escaños | +/- |
| - Presidente: - Andrés Hernández Ros (1983-1984) - Carlos Collado (1984-1987) - Gobierno: PSRM-PSOE - Censo: 675.082 - Votantes: 462.212 (68,47%) - Abstención: 212.870 (31,5%) - Válidos: 457.557 - A candidatura: 454.949 (99,4%) | Partido Socialista de la Región de Murcia (PSRM-PSOE) | Andrés Hernández Ros | 238.968 | 52,23 | 26      |     |
| - Presidente: - Andrés Hernández Ros (1983-1984) - Carlos Collado (1984-1987) - Gobierno: PSRM-PSOE - Censo: 675.082 - Votantes: 462.212 (68,47%) - Abstención: 212.870 (31,5%) - Válidos: 457.557 - A candidatura: 454.949 (99,4%) | Coalición Popular (AP-PDP-UL)                         | José Lucas           | 162.074 | 35,42 | 16      |     |
| - Presidente: - Andrés Hernández Ros (1983-1984) - Carlos Collado (1984-1987) - Gobierno: PSRM-PSOE - Censo: 675.082 - Votantes: 462.212 (68,47%) - Abstención: 212.870 (31,5%) - Válidos: 457.557 - A candidatura: 454.949 (99,4%) | Partido Comunista de la Región de Murcia (PCE)        | Pedro A. Ríos        | 32.113  | 7,02  | 1       |     |
| - Presidente: - Andrés Hernández Ros (1983-1984) - Carlos Collado (1984-1987) - Gobierno: PSRM-PSOE - Censo: 675.082 - Votantes: 462.212 (68,47%) - Abstención: 212.870 (31,5%) - Válidos: 457.557 - A candidatura: 454.949 (99,4%) | Partido Cantonal (PC)                                 |                      | 12.967  | 2,83  | 0       |     |
| - Presidente: - Andrés Hernández Ros (1983-1984) - Carlos Collado (1984-1987) - Gobierno: PSRM-PSOE - Censo: 675.082 - Votantes: 462.212 (68,47%) - Abstención: 212.870 (31,5%) - Válidos: 457.557 - A candidatura: 454.949 (99,4%) | Centro Democrático y Social (CDS)                     |                      | 5.224   | 1,14  | 0       |     |
| - Presidente: - Andrés Hernández Ros (1983-1984) - Carlos Collado (1984-1987) - Gobierno: PSRM-PSOE - Censo: 675.082 - Votantes: 462.212 (68,47%) - Abstención: 212.870 (31,5%) - Válidos: 457.557 - A candidatura: 454.949 (99,4%) | Partido Demócrata Liberal (PDL)                       |                      | 3.603   | 0,79  | 0       |     |
| - Presidente: - Andrés Hernández Ros (1983-1984) - Carlos Collado (1984-1987) - Gobierno: PSRM-PSOE - Censo: 675.082 - Votantes: 462.212 (68,47%) - Abstención: 212.870 (31,5%) - Válidos: 457.557 - A candidatura: 454.949 (99,4%) | En blanco                                             | N/A                  | 2.608   | 0,60  | N/A     | N/A |
| - Presidente: - Andrés Hernández Ros (1983-1984) - Carlos Collado (1984-1987) - Gobierno: PSRM-PSOE - Censo: 675.082 - Votantes: 462.212 (68,47%) - Abstención: 212.870 (31,5%) - Válidos: 457.557 - A candidatura: 454.949 (99,4%) | Nulos                                                 | N/A                  |         |       | N/A     | N/A |

## Votaciones de investidura del Presidente de la Región de Murcia
| Candidato                                                                           | Fecha                                                   | Voto       |    |    |   | Total |
| ----------------------------------------------------------------------------------- | ------------------------------------------------------- | ---------- | -- | -- | - | ----- |
| Andrés Hernández Ros (PSOE)                                                         | 14 de junio de 1983 Mayoría requerida: Absoluta (22/43) | Sí         | 26 |    |   | 26/43 |
| Andrés Hernández Ros (PSOE)                                                         | 14 de junio de 1983 Mayoría requerida: Absoluta (22/43) | No         |    | 16 |   | 16/43 |
| Andrés Hernández Ros (PSOE)                                                         | 14 de junio de 1983 Mayoría requerida: Absoluta (22/43) | Abstención |    |    | 1 | 1/43  |
| Carlos Collado (PSOE)                                                               | 28 de marzo de 1984 Mayoría requerida: Absoluta (22/43) | Sí         | 26 |    |   | 26/43 |
| Carlos Collado (PSOE)                                                               | 28 de marzo de 1984 Mayoría requerida: Absoluta (22/43) | No         |    | 14 |   | 14/43 |
| Carlos Collado (PSOE)                                                               | 28 de marzo de 1984 Mayoría requerida: Absoluta (22/43) | Abstención |    |    | 1 | 1/43  |
| Faltaron a la votación de investidura de Carlos Collado dos diputados de AP-PDP-UL. |                                                         |            |    |    |   |       |

## Por circunscripciones
| Circunscripción | 1.ª | 2.ª | 3.ª | 4.ª | 5.ª | Total |
| --------------- | --- | --- | --- | --- | --- | ----- |
| PSOE            | 5   | 6   | 10  | 3   | 2   | 26    |
| CP              | 2   | 4   | 8   | 1   | 1   | 16    |
| PCE             | -   | -   | 1   | -   | -   | 1     |